# The Mean Machine

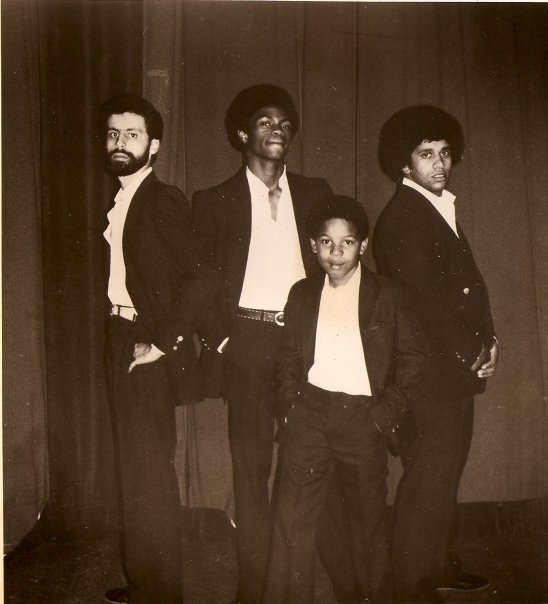
De izquierda a derecha: Sr. Schick (Daniel Rivera Jr.), Jimmy Mac (James McLean), Cool Cliff (Clifford Santiago) y DJ Julio (Steven Santiago)

The Mean Machine fue un grupo de hip hop formado en la década de 1981. Fueron pioneros en la escena del hip hop, especialmente en la región de Nueva York. Estaban compuestos por Rappers Puertorriqueños (Boricuas), quienes eran conocidos por sus habilidades como Compositores y también DJs. Sin embargo, en la actualidad Mr.Schick es catalogado específicamente como el primer MC que dio vida a lo que se conoce como Hip Hop Latino, pero también el grupo es citado a menudo como el primer grupo de rap bilingüe y posiblemente el primer grupo de hip hop latino. The Mean Machine tuvo un impacto significativo en el desarrollo del hip hop, contribuyendo a popularizar el género y a establecer algunas de las bases para lo que se convertiría en el movimiento del hip hop en los años venideros. Sin embargo, es importante destacar que en la historia del Rap Mr.Schick no fue el que hizo el primer Rap en español, pero si fue el primer MC latino en hacer rap latino.

## Historia de The Mean Machine Rappers
El verano de 1981 fue un período de intensa actividad musical. Una atmósfera mágica rodeaba a los himnos veraniegos de principios de los años 80 y a las canciones de rap que surgieron después, las cuales incorporaban la misma base musical pero añadían una energía juvenil inconfundible que ninguna otra música hasta entonces había logrado captar. Esta misma energía fue introducida por The Sugar Hill Gang en "Rapper's Delight", dos años antes, sobre el telón de fondo musical de "Good Times" de Chic. Esa misma energía transformó el clásico perfecto de 1981 de Tom Tom Club, "Genius Of Love", en "It's Nasty" de Grandmaster Flash & The Furious 5; Grace Jones dominaba todas las pistas de baile urbanas, equipos de sonido y radios con "Pull Up To My Bumper". Un grupo de cinco hombres del Bronx que se hacía llamar The Mean Machine tomó la canción producida por Sly & Robbie de la Sra. Jones y la convirtió en un elemento bilingüe que cambió las reglas del juego.

## Miembros
- DJ Julio (Steven Santiago)

- Sr. Schick (Daniel Rivera Jr.)
- Jimmy Mac (James McLean)
- Mr. Nice (José Semprit)
- Butch Kid (Roman Barksdale Jr.)
- Acantilado Fresco (Clifford Santiago)